# Rafael Núñez (gobernador)
Rafael Núñez (Cruz del Eje, 14 de noviembre de 1875 - Córdoba, 17 de octubre de 1924) fue un abogado y político argentino. Entre otras funciones, se desempeñó como diputado provincial, ministro de hacienda del gobernador Ramón J. Cárcano, diputado nacional, gobernador de Córdoba, candidato a vicepresidente de la Nación y senador nacional, cargo en cuyo ejercicio murió.

## Familia y orígenes
Rafael Núñez y Bustos nació el 14 de noviembre de 1875 en la villa de Cruz del Eje, Córdoba. Fue hijo de Rafael Vicente Núñez y Bazán y Ángela Bustos y Cabanillas, y tuvo dos hermanas: Justina, nacida en 1872, y Ángela, nacida en 1874.
Su familia tenía una profunda raigambre americana, ya que descendía directamente de los conquistadores Jerónimo Luis de Cabrera, Juan de Garay, Diego de Villarroel, Juan Ramírez de Velasco, Hernán Mejía de Mirabal y Hernando Arias de Saavedra, entre otros. Además, entre sus parientes destacaron algunas figuras como María del Tránsito Cabanillas, Félix Revol, Luis Revol, Marcos N. Juárez, Rodolfo Juárez Núñez y José Rafael Cárrega Núñez.
El padre de Rafael poseía en Cruz del Eje la estancia La Morera, además de otras tierras que había adquirido a don Santos Cepeda. Sin embargo, en 1883, debido a una grave enfermedad, la familia se trasladó a la capital. Don Rafael falleció al año siguiente, cuando su hijo tenía solo 8 años, lo que dejó a la familia en una situación de vulnerabilidad. Ante esta adversidad, la madre de Rafael, Ángela, recibió el apoyo de su hermano Prudencio, así como de David de Villafañe y Marcos N. Juárez.
Tras la muerte de su padre en 1884, Rafael fue matriculado en la escuela mixta que dirigía la educacionista Matilde Páez. Terminado este período escolar, fue enviado al colegio Británico de Buenos Aires, en donde rindió su primer año en 1891. El año siguiente regresó a Córdoba y continuó con sus estudios secundarios en el Colegio de Nuestra Señora de Monserrat. Como estudiante de esta institución, se destacó por ser un aficionado a las letras y por su temprana militancia en los claustros escolares.
Hizo la conscripción militar recién cumplidos sus veinte años de edad, en el tercer Batallón del Regimiento 7.º de Infantería. Núñez tenía entonces el grado de capitán de la 1.ª compañía y permaneció como voluntario en las filas del ejército durante un año.
En 1896 terminó su bachillerato en el Colegio Monserrat y al año siguiente se matriculó en la Facultad de Derecho de la Universidad Nacional de Córdoba obteniendo el título de “Abogado” en 1899. En marzo de 1901 presentó su tesis sobre “Exploración y Cateo” bajo el rectorado de José Antonio Ortiz y Herrera y obtuvo su título de “Doctor en Derecho y Ciencias Sociales”.

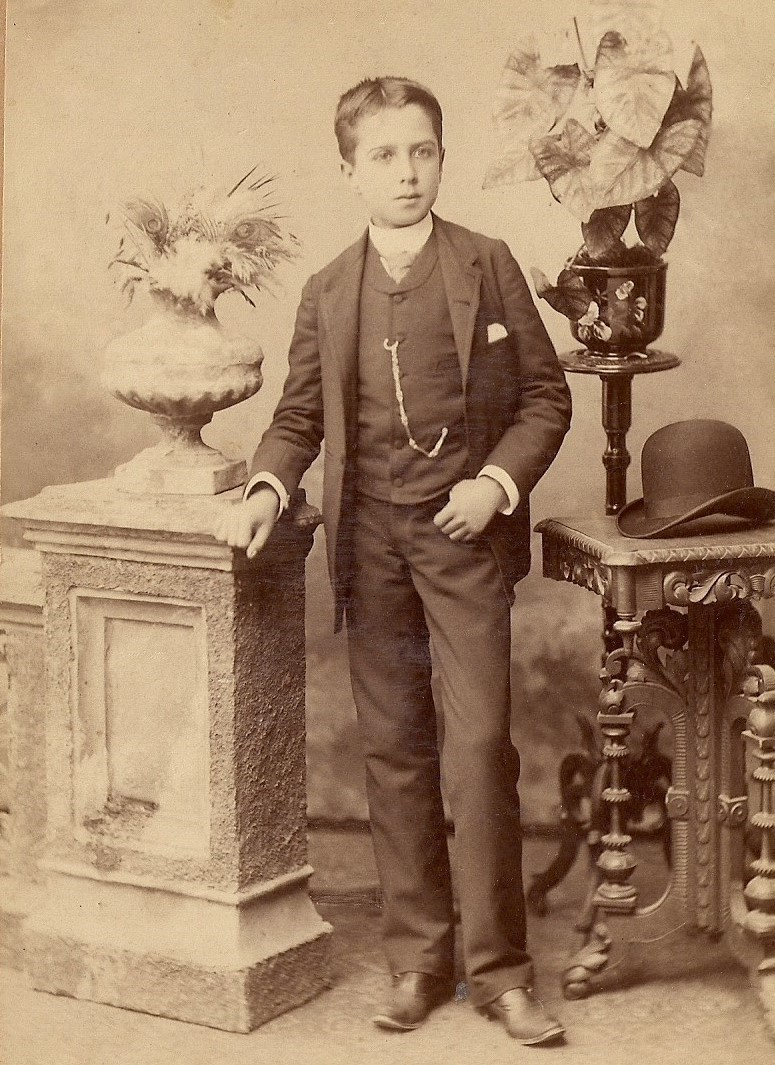
Rafael Núñez en su niñez

## Carrera política
Tras abandonar la casa de Trejo, Núñez se dedicó al ejercicio de su profesión y abrió un estudio jurídico en sociedad con los doctores Julio Torres y José Heriberto Martínez.
Su carrera política fue meteórica. Cuando Núñez egresó de la universidad ya se encontraba afiliado al Partido Autonomista Nacional. El gobierno de José Manuel Álvarez lo designó consejero titular del Monte de Piedad por decreto en 1903, cargo en que fue nuevamente nombrado por un período íntegro. En el desempeño de estas funciones, Núñez aconsejó medidas que simplificaban la obtención de préstamos.
El 20 de octubre de 1903 contrajo matrimonio con Manuela Torres Castaños, de veinticuatro años. La pareja tendría seis hijos: María de las Mercedes, Blanca Delia, María Ángela, Manuela del Carmen, Rafael Vicente y Victoria.
Ese mismo año y bajo la presidencia de Manuel Quintana, fue nombrado fiscal del Juzgado Federal de Córdoba, funciones que desempeñó hasta 1909, época en que el gobierno nacional le colocó en situación de optar entre ese cargo y el de legislador provincial.
En 1904 la Junta de Gobierno del Partido Nacional le ofreció una propuesta para sostener su candidatura a diputado provincial por el departamento Unión. Así, Núñez salía electo diputado de la Honorable Legislatura de la Provincia en 1905.

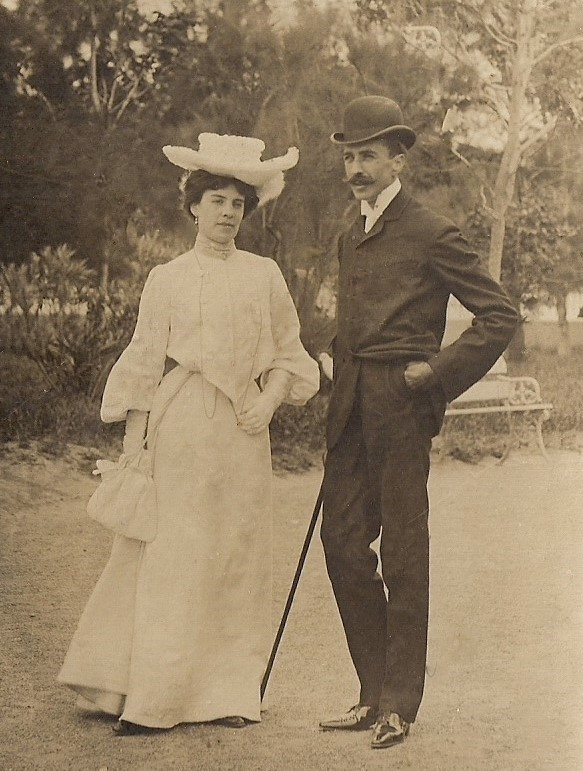
Núñez y su esposa en Palermo, Buenos Aires, 1903

En 1907 asumió como miembro del Directorio de la Sociedad de Teatro de Córdoba. Además, ese año obtuvo la suplencia de docente titular por concurso de la cátedra de Derecho Constitucional de la Facultad de Derecho de la Universidad Nacional de Córdoba, cargo que ocupó hasta los sucesos de la Reforma Universitaria de 1918.
Posteriormente fue nombrado abogado de la Compañía de Seguros “Córdoba”, puesto que abandonó después de algunos años, para dedicarse de lleno a las actividades de la política.
Nuevamente fue elegido diputado por el departamento Unión, incorporándose de inmediato a la Cámara.
En 1912 se fundó la “Concentración Popular” que proclamara la fórmula Cárcano-Garzón Maceda para el período gubernamental de 1913-1916. Núñez se contaba entre los fundadores de la Concentración y ocupó la presidencia del Comité de la Capital. Pero el intento por solucionar la disociación de las fuerzas conservadoras llevó a fundar un nuevo partido político de amplia organización en toda la provincia. Es por eso que a la existencia de la Unión Cívica Radical, se le sumaría una alianza de facciones derivadas del viejo Partido Autonomista Nacional, del Partido Constitucional, de la Unión Nacional y de otros grupos locales que originaría, a fines de 1913, el Partido Demócrata, siendo Núñez vocal de la primera Junta de Gobierno de la nueva agrupación.
En 1914 fue admitido como uno de los primeros cien socios del prestigioso Crisol Club, desempeñándose activamente como vocal de número.
Ese mismo año el gobernador Ramón J. Cárcano designó a Núñez como su ministro-secretario en la cartera de hacienda. Dos años después fue elegido presidente de la Junta de Gobierno del Partido Demócrata, presentando su renuncia del cargo de ministro. Encaró de lleno el problema político de la provincia y dispuso que el partido concurriera a todas las luchas comiciales, aún en aquellos departamentos donde la mayoría radical había sido considerable en las elecciones de 1915.
La nueva convocatoria para elegir un senador por el departamento Río Primero, llevó a Núñez a incorporarse al senado en 1917. Mientras tanto seguía desarrollando su labor como presidente de la Junta de Gobierno, revelándose el partido ya como una fuerza respetable, en condiciones de conquistar el gobierno de la provincia.
En 1918 fue elegido diputado del Congreso de la Nación. 
En una sesión parlamentaria realizada en abril de ese año, Núñez manifestó algunas acusaciones dirigidas al ministro de obras públicas de la Provincia, Carlos Argañaraz, quien citó al denunciante a batirse a duelo. El mismo se llevó a cabo en mayo, y asistieron como padrinos de Núñez, los señores Julio A. Roca (h) y Mariano Demaría (h), y como padrinos de Argañaraz, los señores Rogelio Araya y Daniel Fernández. El arma elegida fue el sable, y los contrincantes debían enfrentarse hasta que alguno quedara imposibilitado de continuar. El ingeniero Argañaraz hirió a Núñez en la nariz y un antebrazo, resultando vencedor. A pesar de esto, el episodio no desfavoreció a Núñez, que fue visto como hombre valeroso y aguerrido dentro de su entorno personal y político.  
Unos meses después, se realizó una convención en el “Palace Theatre”, proclamándose a Rafael Núñez como candidato a gobernador de la provincia. Visitó de nuevo los departamentos en una gira e introdujo por vez primera en Córdoba, las conferencias de propaganda electoral en las calles y plazas públicas.
“Es menester convivir con el pueblo, cimentar sus actividades, identificarse con sus aspiraciones y encausar su acción hacia el logro del mayor progreso y bienestar colectivo. Es por eso que la tribuna pública debe ser cátedra de cultura cívica, para el mejor ejercicio del derecho de gobernarse”.
Así se expresaba Núñez en uno de sus discursos.

### Gobernación de Córdoba
El año 1918 marcó un punto de inflexión en la historia política de Córdoba. Los conflictos sociales, el avance de ideas liberales y socialistas en la esfera pública y el fortalecimiento del anticlericalismo canalizado a través del movimiento reformista pusieron en tela de juicio el acendrado conservadurismo que había permeado la sociedad cordobesa durante tantos años. La flexibilidad del nuevo régimen electoral y del radicalismo, que ocupaba el gobierno nacional, ayudó a expandir ese clima de renovación y dinamismo que pugnaba por introducirse en diferentes ámbitos de la sociedad. Los grupos clericales, sin embargo, no tardaron en reaccionar; unificaron sus fuerzas y llevaron a cabo una intensa campaña proselitista y una prolija reorganización de sus cuadros. En Córdoba esto se tradujo en la conformación de una serie de organizaciones que pretendieron detener rápidamente el avance del “maximalismo extranjerizante”.

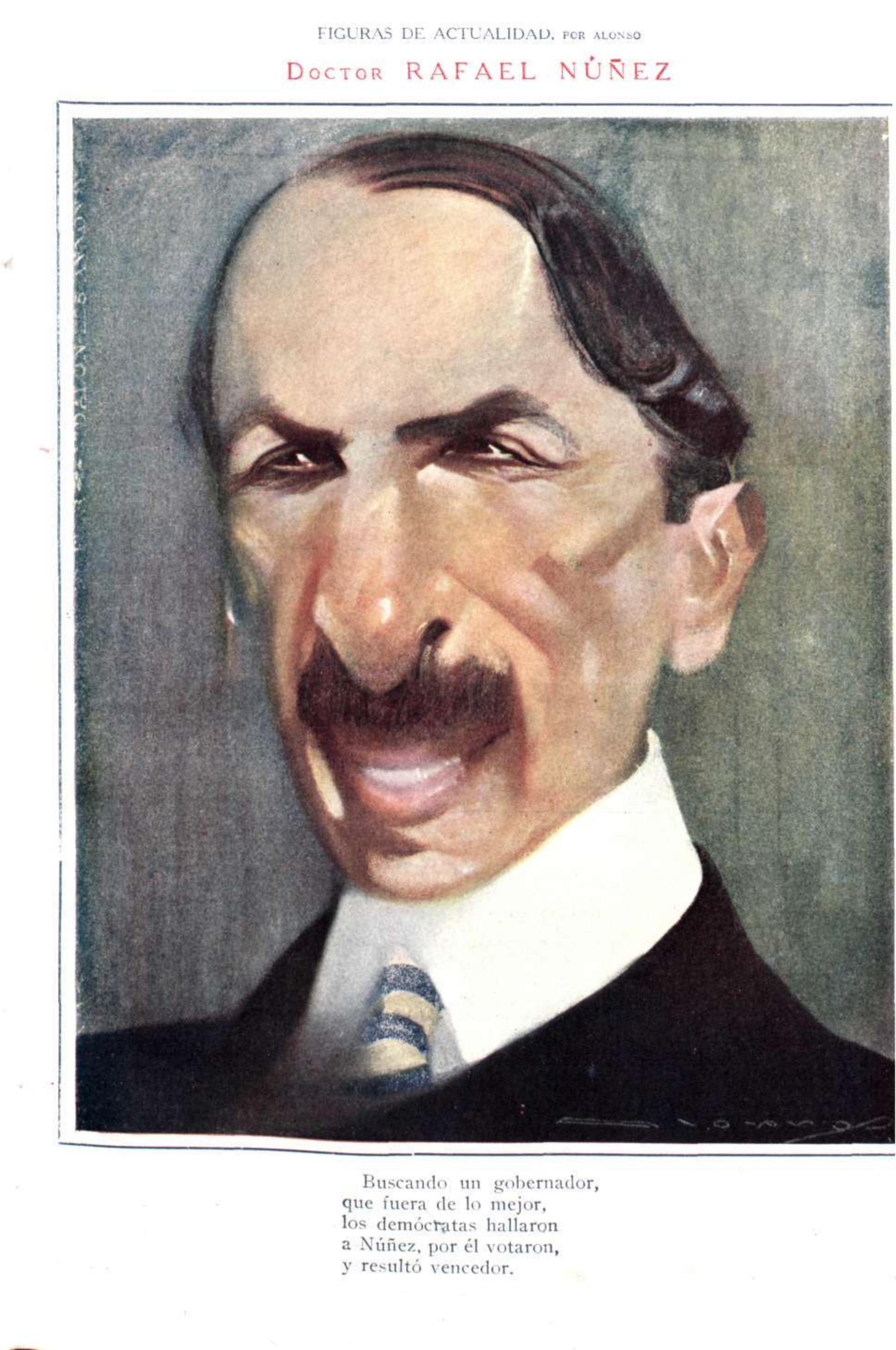
Caricaturizado por Alonso en Caras y Caretas (1919)

Es así que en los comicios del 17 de noviembre de 1918, el Partido Demócrata triunfó y Núñez fue elegido gobernador por una mayoría de 36.057 votos, frente a los 34.547 obtenidos por la UCR. El radicalismo estaba dividido y las fórmulas encabezadas por Elpidio González, por los azules, y Alberto Durrieu, por los rojos, no pudieron oponerse al predicamento de los candidatos demócratas. El Colegio Electoral proclamó gobernador y vice de la provincia para el período 1919-1922, a los señores Rafael Núñez y Jerónimo del Barco, designando para desempeñar las carteras de Gobierno, Hacienda y Obras Públicas, respectivamente, a los señores Félix Sarría (h), Justiniano Achával y Fernando Romagosa.
En el mismo momento en que se conocía el triunfo del candidato demócrata, sectores del radicalismo comenzaron a hablar de la necesidad de la intervención federal en Córdoba. Incluso, la tendencia radical más extrema que ocupaba espacios importantes en el gobierno provincial decretó la clausura de la legislatura con el fin de ejercer mayor presión sobre el Ejecutivo Nacional para que interviniera la provincia. Sin embargo, el presidente Hipólito Yrigoyen se opuso a dicho procedimiento declarando que: “...la elección de Córdoba está bien hecha y la situación que allí surja en tanto se amolde a los preceptos constitucionales contará con todo el apoyo del gobierno de la Nación”.
Núñez pudo iniciar así su administración, asegurando que a pesar de los escasos recursos disponibles, atendería de especial manera a los sectores más vulnerables. Entre las iniciativas que pertenecen a su gobierno pueden mencionarse las siguientes:
- Fundó la Caja Popular de Ahorros (decreto N° 3.152), dando comienzo consecuentemente a la Lotería de Córdoba, para otorgar pensiones a la vejez y ejercer la protección de madres, viudas y huérfanos.[2]
- Estableció, siendo pionero en el país, la jornada laboral de ocho horas. También reglamentó el trabajo de mujeres y menores (Ley N.º 2.790).[2]
- Dentro del ámbito de la educación, construyó, amplió y restauró escuelas, sancionó la ley del censo escolar y la referida a la bonificación de los sueldos del magisterio, creó el Consejo de Educación y fundó la Asociación del Seguro de Vida para Maestros, el cual desembocaría años después en la Asociación Mutualista del Docente de Córdoba.
- Edificó los primeros baños y lavaderos públicos con agua corriente para mitigar las pestes. Estas instalaciones incluían bibliotecas, talleres sociales, salas de conferencias, gimnasios, plazas de ejercicios físicos y consultorios médicos.[2]
- En barrio San Vicente realizó, en 1920, el primer plan masivo de viviendas para obreros de la provincia, conocido como barrio Kronfuss. El mismo se distinguió por su gran calidad proyectual y constructiva, sin precedentes en Córdoba.
- Decretó medidas que mitigaron eficazmente el creciente delito de abigeato en la Provincia.
- Construyó los diques sobre el Río de los Sauces, en San Javier y sobre el Río Cruz del Eje. Decretó las obras necesarias para el afianzamiento del dique San Roque.
- Ejecutó y reparó numerosos caminos carreteros, puentes, vados, alcantarillas, pozos y molinos para provisión de agua. Continuó los trabajos iniciados para dotar de agua potable a la ciudad de Río Cuarto.
- Estimuló la finalización de hospitales, como el Abel Ayerza, de Marcos Juárez y realizó la morgue del Hospital San Roque. Formó la sociedad de beneficencia y el Hospital Español.
- Hermoseó el Parque Sarmiento, abriendo nuevas avenidas, construyendo el rosedal y realizando obras de riego y desagüe pluvial. Además reformó el Jardín Zoológico y aumentó su colección.
- Inició y obtuvo la sanción de las leyes que se refieren a la protección obrera y la vejez, cantinas maternales y salas cuna, creación del fondo de Bellas Artes, jubilación de periodistas y reforma de la ley orgánica municipal. Esta última estableció la absoluta autonomía de los municipios.
- Estableció el impuesto a las bebidas alcohólicas, naipes y tabacos (Ley N.º 2.889) con intentos de "reprimir el vicio".
- Proyectó y dio principio a la construcción de la Cárcel de Encausados y reglamentó los establecimientos penales.[2]
- Finalizó e inauguró el Templo Sirio Libanés de San Jorge, el Museo Histórico Colonial y el Museo Provincial de Ciencias Naturales Bartolomé Mitre.
- Incentivó la producción de sal en las Salinas Grandes y de manganeso en Pozo Nuevo.
- Reglamentó las oficinas públicas y el despacho administrativo. Realizó una rigurosa investigación de las tierras de propiedad fiscal y suspendió las obras públicas no autorizadas.
- Equilibró las finanzas de la provincia, que al hacerse cargo de la administración encontrara con un saldo deudor de varios millones de pesos.
- Aplicó directamente sobre la tierra el impuesto agropecuario y modificó el impuesto a las herencias, aumentándolo en forma equitativa.[2]

Durante su mandato se produjo el fortalecimiento de los conservadores demócratas. La crisis de posguerra, el temor de la clase dominante ante los conflictos sociales y el fraccionamiento de la UCR habían favorecido la alianza de los hombres de gobierno con los sectores ultramontanos cuyo objetivo era debilitar a los grupos u organizaciones progresistas y anticlericales que se habían robustecido con el movimiento reformista de 1918. Julio A. Roca (h) se refirió a Núñez en una asamblea partidaria como “la persona a la que el Partido Demócrata le debe la vida; el que con su serenidad permitió que el Partido se reconstituyera al otro día de su derrota”.
Una parte considerable de los esfuerzos de gestión de Núñez estuvo dirigida a resolver los asuntos que integraban la “cuestión social”. El alza en los niveles de sindicalización que se produjo entre 1917 y 1919, había causado un incremento en las movilizaciones y luchas obreras en todo el país, siendo un hito el conflicto conocido como la ”Semana Trágica”. En este candente contexto de crisis social, el arbitraje del estado provincial fue la estrategia elegida para contener la agitación de los trabajadores. La relación entre el gobierno y el movimiento obrero estuvo atravesada por la institucionalidad. La Oficina de Trabajo tomó el rol de árbitro entre las empresas y los obreros, lo que implicó un reconocimiento informal de las organizaciones sindicales a las que llamaba a las mesas de negociación. A esta metodología se sumó la sanción de leyes que beneficiaban a los sectores más vulnerables. Es así que, en materia social, la administración de Núñez es reconocida dentro del país como una de las más progresistas de su época.
En octubre de 1920, el rey Alfonso XIII condecoró a Núñez con la Cruz de Oficial de la Orden Americana de Isabel la Católica, en reconocimiento a su labor a favor del fortalecimiento de los lazos entre Argentina y España.

### Candidatura a vicepresidente
Las elecciones legislativas de 1920 dejaron en manos del radicalismo a casi todas las provincias de la nación, con excepción de Córdoba, Corrientes, Salta y San Luis, de mayoría conservadora.
En 1921 los partidos conservadores provinciales conformaron una alianza electoral que denominaron la Concentración Nacional, para las elecciones presidenciales de 1922. La Concentración determinó la fórmula para el período 1922-1928, integrada por Norberto Piñero y Rafael Núñez. Inmediatamente que le fue comunicada a Núñez su proclamación como candidato a vicepresidente de la república, envió a la legislatura su renuncia de gobernador de la provincia y dos días después ponía en posesión del cargo al vicegobernador Jerónimo del Barco, el 25 de noviembre de 1921.
Poco tiempo después inició una activa campaña de propaganda por el país, visitando las provincias de Tucumán, Santiago del Estero, Corrientes, Entre Ríos, Salta, Jujuy, La Rioja, San Luis y Mendoza.
A pesar de todos los esfuerzos, la Concentración Nacional fue derrotada por la Unión Cívica Radical, que con Marcelo T. De Alvear y Elpidio González alcanzó el triunfo para gobernar el país en las elecciones presidenciales del 2 de abril de 1922. Tras el proceso electoral, los radicales obtuvieron 406.304 votos y 235 electores, seguidos por los conservadores, que obtuvieron 123.691 votos y 60 electores. El proceso tuvo una participación del 55,3%, siendo una de las elecciones con menor concurrencia de la historia argentina.

## Últimos años
Pasada la campaña política, Núñez volvió a Córdoba y reingresó en sus tareas de abogado y de político.
En 1922 impulsó, junto a Francisco Beltrán Posse y Tomás Ferguson, la fundación en Villa Allende del Córdoba Golf Club, el primero dedicado a dicho deporte en la provincia, y hasta el día de hoy, uno de los más antiguos y distinguidos del país. Años más tarde, su hijo Rafael ocuparía el cargo de secretario de la comisión directiva de dicha institución.
Durante la gestión del gobernador Julio A. Roca (h) fue presidente de la Convención Constituyente para la reforma de la Constitución Provincial de 1923. A grandes rasgos, la propuesta hacía hincapié en tres temas centrales: la implantación de un nuevo sistema electoral, la restricción de las facultades del Poder Ejecutivo y el aumento de las atribuciones del Poder Legislativo. En el seno de la Convención surgieron diferencias dentro del Partido Demócrata, manifestándose dos tendencias, que si bien no aglutinaban a todos los convencionales, dieron la tónica esencial a los debates. Una de ellas era liderada por Rafael Núñez, de raíz conservadora y católica (nuñistas - contaba con el apoyo del grupo "independiente" liderado por Antonio Nores) y la otra estaba vinculada al ministro de Gobierno, Guillermo Rothe, de raíz liberal (rothistas - acompañado por el director del diario La Opinión, Amado J. Roldán, y los dirigentes más jóvenes), identificado por sus adversarios con el proyecto político de Lisandro de la Torre.
Las contradicciones evidenciadas en la Convención Constituyente no tardaron en trasladarse al partido y perturbar su dinámica interna. La corriente nuñista tenía mayoría, lo que la hacía renuente a la negociación. Más aún, desafiando los intentos de algunos dirigentes “neutrales” y del mismo gobernador por lograr un consenso mínimo que salvara la integridad del partido y la estabilidad política, la fracción conservadora decidió continuar con mayoría absoluta en la Junta de Gobierno y designar como presidente de la misma a su líder, Rafael Núñez. Ante esa provocación, Roca y sus ministros presentaron la renuncia indeclinable a sus cargos el 20 de febrero de 1924.
A mediados de 1924 fue aceptado el diploma de Núñez de Senador Nacional por su provincia natal. Poco tiempo después debió viajar a San Miguel de Tucumán. Visitó allí un cuartel donde muchos de los conscriptos estaban atacados por gripe y por aquella causa contrajo él también la enfermedad. El dictamen de los médicos no fue alentador, y casi a las cuatro de la madrugada del 17 de octubre de 1924 se produjo su fallecimiento, en la pobreza y a la prematura edad de cuarenta y ocho años, habiéndose donado dinero por parte de sus allegados para adquirir el féretro que alojó sus restos. La noticia conmovió a la ciudadanía y al realizarse el sepelio, el comercio cerró sus puertas al paso de quienes acompañaban sus restos hacia el cementerio San Jerónimo. Las Cámaras Legislativas realizaron sesiones de homenaje.
Actualmente la avenida principal del barrio Cerro de las Rosas, una plaza del barrio San Martín, una escuela en la ciudad de San Francisco, una calle en la ciudad de Cruz del Eje, entre otros, recuerdan su nombre.